# Jeseničnik
Jeseničnik je priimek v Sloveniji, ki ga je po podatkih Statističnega urada Republike Slovenije na dan 1. januarja 2010 uporabljalo 391 oseb.

## Znani nosilci priimka
- Aleš Jeseničnik (*1984), nogometaš
- Rudi Jeseničnik, filmski oblikovalec zvoka
- Tomo Jeseničnik (*1964), (naravoslovni) fotograf in publicist
- Vlasta Jeseničnik (*1964), novinarka, dopisnica RTV Slovenije